# Osmium(IV)-fluorid
Osmium(IV)-fluorid ist eine chemische Verbindung des Osmiums aus der Gruppe der Fluoride.

## Gewinnung und Darstellung
Osmium(IV)-fluorid kann durch Reaktion von Osmium(VI)-fluorid mit Wolframhexacarbonyl gewonnen werden. Ebenfalls möglich ist die Darstellung durch unvollständige Fluorierung von Osmium oder Reduktion von Osmium(V)-fluoridlösungen.
In sehr reiner Form kann die Verbindung durch Reaktion von Verbindungen, die ein [OsF6]2−-Ion enthalten, mit Arsenpentafluorid in Fluorwasserstoff gewonnen werden.

## Eigenschaften
Osmium(IV)-fluorid ist ein gelber Feststoff, der mit Wasser reagiert. Er hat wahrscheinlich eine polymere Struktur und ist isomorph mit MF4 (M = Pd, Ir, Pt, Rh).